# Дёргенхаузен

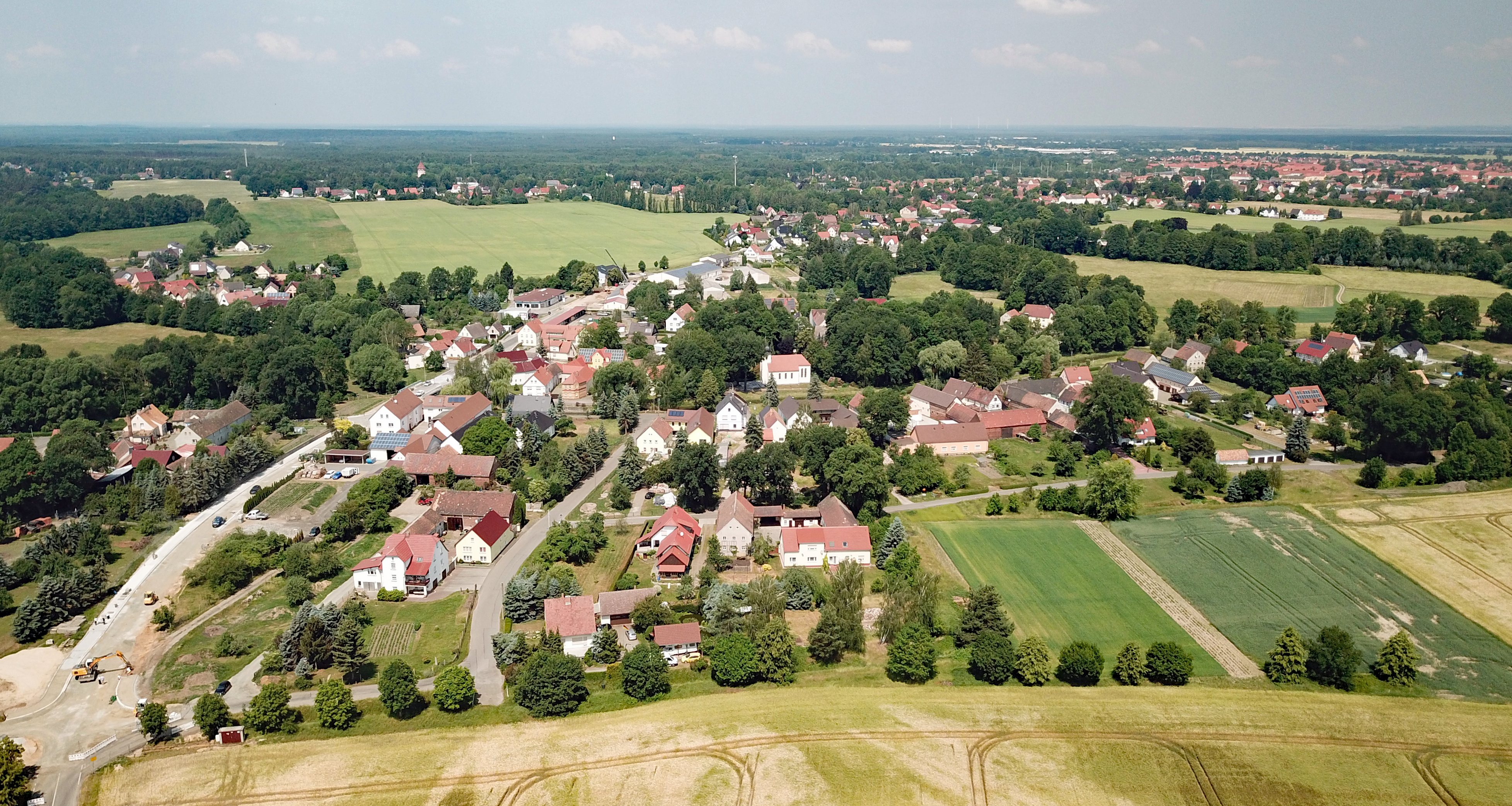

Дёргенхаузен или Не́мцы (нем. Dörgenhausen; в.-луж. Němcyо файле) — сельский населённый пункт в статусе городского района Хойерсверды, район Баутцен, федеральная земля Саксония, Германия.

## География
Населённый пункт расположен на берегу реки Шварце-Эльстер (серболужицкое наименование — Чорны-Гальштров). Граничит непосредственно на севере с Грос-Нейдой (Вульке-Ныдей), которая является составной частью Хойерсверды. Дёргенхаузен отдедяет от Хойерсверды автомобильная дорога B97. Населённый пункт с юга на север (Койла — Дёргенхаузен) пересекает автомобильная дорога S95, которая соединяется в северной части деревни с дорогой B97. На юго-западе от деревни расположена северная часть биосферного заповедника «Дубрингер-Мор».
Соседние населённые пункты: на севере и востоке — городской района Хойерсверды Гросс-Нейда, на юго-востоке — деревня Шпола (Спале, в городских границах Виттихенау), на юге — деревни Койла (Куловц, в городских границах Виттихенау) и Нойдорф-Клёстерлих (Нова-Вес, в городских границах Виттихенау), на западе — деревня Михалкен (Михалки, район Брётен-Михалкен Хойерсверды).

## История
Впервые упоминается в 1264 году под наименованием «Dvringenhvsen». После Венского конгресса деревня перешла в 1815 году в состав Прусского королевства, где до июля 1945 года находилась в административном округе Лигниц. С июля 1952 года деревня находилась в составе округа Хойерсверда района Котбус. С 1996 по 1998 года деревня находилась в районе Каменц. До июля 1998 года деревня была самостоятельной общиной. В 1998 году вошла в состав Хойерсверды в статусе городского района.
В средние века деревня принадлежала женскому монастырю Мариенштерн.
В 1908 году в деревне была открыта железнодорожная станция линии Баутцен — Хойерсверда. После постройки новой железнодорожной линии в 1968 году через Кнаппенроде (Горникецы) движение поездов прекратилось и в 1973 году станция в Дёргенхаузене была закрыта.
В настоящее время деревня входит в состав культурно-территориальной автономии «Лужицкая поселенческая область», на территории которой действуют законодательные акты земель Саксонии и Бранденбурга, содействующие сохранению лужицких языков и культуры лужичан.
Исторические немецкие наименования:
- Dvringenhvsen, 1264
- Duringenhusen, 1290
- Doringenhuzen, 1374
- Doringishusse, 1445
- Doringenhawsen, 1486
- Türckenhausen, 1719
- Dörgenhausen, Türckenhausen, Thüringshausen, 1791

## Население
Официальным языком в населённом пункте, помимо немецкого, является также верхнелужицкий язык.
Согласно статистическому сочинению «Dodawki k statisticy a etnografiji łužickich Serbow» Арношта Муки в 1884 году в деревне проживало 307 жителей (из них — 288 лужичан (94 %)).
Лужицкий демограф Арношт Черник в своём сочинении «Die Entwicklung der sorbischen Bevölkerung» указывает, что в 1956 году при общей численности в 578 жителей серболужицкое население деревни составляло 47,9 % (из них 206 взрослых владели активно верхнелужицким языком, 15 взрослых — пассивно; 56 несовершеннолетних свободно владели языком).
| 1825 | 1871 | 1885 | 1905 | 1925 | 1939 | 1946 | 1950 | 1964 | 1990 | 2011 | 2015 |
| ---- | ---- | ---- | ---- | ---- | ---- | ---- | ---- | ---- | ---- | ---- | ---- |
| 239  | 275  | 299  | 329  | 410  | 557  | 584  | 602  | 558  | 549  | 697  | 672  |